# Carl Schlieper
Carl Johann Philipp Schlieper (* 20. August 1903 in Fritzlar; † 14. April 1989 in Stuttgart) war ein deutscher Zoologe.
Schlieper war der Sohn des Kaufmanns Ewald Schlieper. Er studierte ab 1922 Naturwissenschaften an den Universitäten in Rostock, Kiel und Jena. 1929 wurde er Privatdozent für Zoologie an der Universität Marburg, 1936 nichtbeamteter außerordentlicher Professor, 1941 außerplanmäßiger Professor. Von 1941 bis 1945 war er Abteilungsleiter im Tropenmedizinischen Institut der Militärärztlichen Akademie Berlin. Nach Kriegsende wurde er 1945 entlassen, 1949 wurde ihm die Venia legendi wiedererteilt. 1964 wurde er ordentlicher Professor für Zoologie an der Universität Kiel.
1933 trat er in die NSDAP und die SA ein, er war Mitglied im NSLB.
Zusammen mit Adolf Remane gab er ein Standardwerk zum Leben im Brackwasser heraus.